# Óta Kószuke
Óta Kószuke (Tokió, 1987. július 23. –) japán labdarúgó, az ausztrál élvonalbeli Perth Glory hátvédje. A 2008-as szezon végén szerződött a Shimizu S-Pulseből a Yokohama FC-be.
A felnőtt válogatottban 2010. január 6-án a Jemen elleni 2011-es Ázsia-kupa-selejtezőn mutatkozott be.